# A beavatott-sorozat: A hűséges
A beavatott-sorozat: A hűséges (eredeti cím: The Divergent Series: Allegiant) 2016-os amerikai akció sci-fi, melyet Robert Schwentke rendezett, Veronica Roth írta a harmadik A hűséges könyv alapján. Ez a folytatása a 2015-ben bemutatott A lázadó című filmnek és ez a harmadik része a filmsorozatnak. A főszereplők Shailene Woodley, Theo James, Jeff Daniels, Miles Teller, Ansel Elgort. 
Az Amerikai Egyesült Államokban 2016. március 18-án, Magyarországon 2016. május 10-én, szinkronizálva, a Big Bang Media forgalmazásában.

## Cselekménye
A beavatott trilógia előző részeiből Tris és négyes sorsát követhettük végig. Mivel mindketten elfajzottak, vagyis egyik csoportba sem tartoznak (túl sokba tartoznak) az öt közül, ezért továbbra is üldözik őket. Négyes szerelmével menekül, amikor megtalálja édesanyját, akiről azt hitte halott. Átveszi az uralmat, miután az előző vezető Tris segítsége miatt börtönbe került. Tris kinyit egy dobozt, ami eddig szülei házában rejtőzött: üzenetet rejt, minek hatására a falon túlra merészkedik kis csapatával...

## Szereplők
| Színész          | Szereplő              | Magyar hang          |
| ---------------- | --------------------- | -------------------- |
| Shailene Woodley | Beatrice "Tris" Prior | Gáspár Kata          |
| Theo James       | Tobias "Négyes" Eaton | Varga Gábor          |
| Miles Teller     | Peter Hayes           | Renácz Zoltán        |
| Ansel Elgort     | Caleb Prior           | Molnár Levente       |
| Naomi Watts      | Evelyn Johnson-Eaton  | Kisfalvi Krisztina   |
| Zoë Kravitz      | Christina             | Berkes Boglárka      |
| Jeff Daniels     | David                 | Szabó Sipos Barnabás |
| Maggie Q         | Tori Wu               | Létay Dóra           |
| Ray Stevenson    | Marcus Eaton          | Haás Vander Péter    |